# Johann Gottlieb Friedrich von Bohnenberger

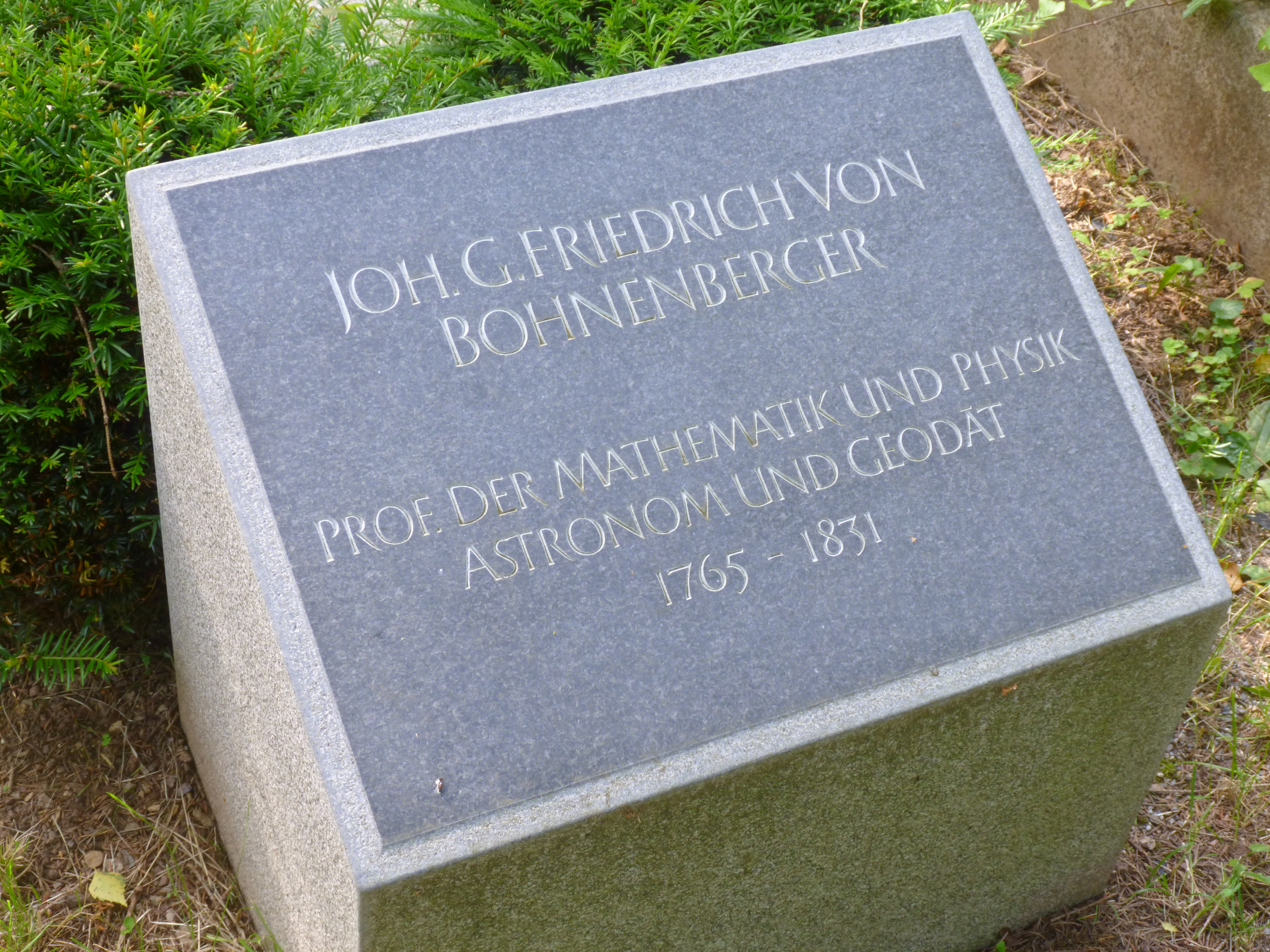
Sepultura no Stadtfriedhof Tübingen

Johann Gottlieb Friedrich von Bohnenberger (Simmozheim, 5 de junho de 1765 – Tübingen, 19 de abril de 1831) foi um astrônomo, matemático e físico alemão.

## Obras
- Anleitung zum Gebrauch und zur Berichtigung astronomischer Instrumente , o. O., o. J. (Digitalisat)
- Anfangsgründe der höheren Analysis. Tübingen: Cotta, 1812
- Anleitung zur geographischen Ortsbestimmung. Göttingen: Cotta, 1795
- Astronomie. Tübingen: Cotta, 1811
- Beschreibung einer Maschine zur Erläuterung der Gesetze der Umdrehung der Erde um ihre Axe und der Veränderung der Lage der letztern. Tübingen Ossiander, 1817 (Handelt von einer Erfindung Bohnenbergers, des so genannten Bohnenbergerschen Maschinchens, einer Schwungmaschine)
- Tübinger Blätter für Astronomie und verwandte Wissenschaften. -Tübingen: Cotta, 1816 ff (Bohnenberger gründete diese erste astronomische Fachzeitschrift mit seinem Kollegen Bernhard August von Lindenau und führte sie später zusammen mit Johann Heinrich Ferdinand von Autenrieth)